# Vargnatt
Vargnatt er den anden demo fra det norske black/avantgarde metal-band Ulver. Demoen, som var bandets sidste før udgivelsen af debutalbummet Bergtatt, består udelukkende af black metal-musik. På omslaget til demoen takkes flere andre fremtrædende norske black metal-bands, deriblandt guitarist Håvard Jørgensens tidligere band Satyricon (med speciel fremhævelse af sessionskeyboardspilleren Torden), Gorgoroth, Arcturus, Anders Odden og pladebutikken Helvete hvis ejer, Mayhemguitaristen Euronymous, var blevet dræbt tre måneder forinden.
"Nattens Madrigal" blev senere titlen på bandets tredje studiealbum.

## Spor
1. "Her Begynner Mine Arr..." – 03:12
2. "Tragediens Trone" – 04:01
3. "Trollskogen" – 04:31
4. "Ulverytternes Kamp" – 05:40
5. "Nattens Madrigal" – 06:28
6. "Vargnatt" – 04:15

## Fodnoter
1. ↑  "Omslaget til demoen". Arkiveret fra originalen 7. november 2012. Hentet 16. februar 2009.